# Shizuoka Professional University of Agriculture

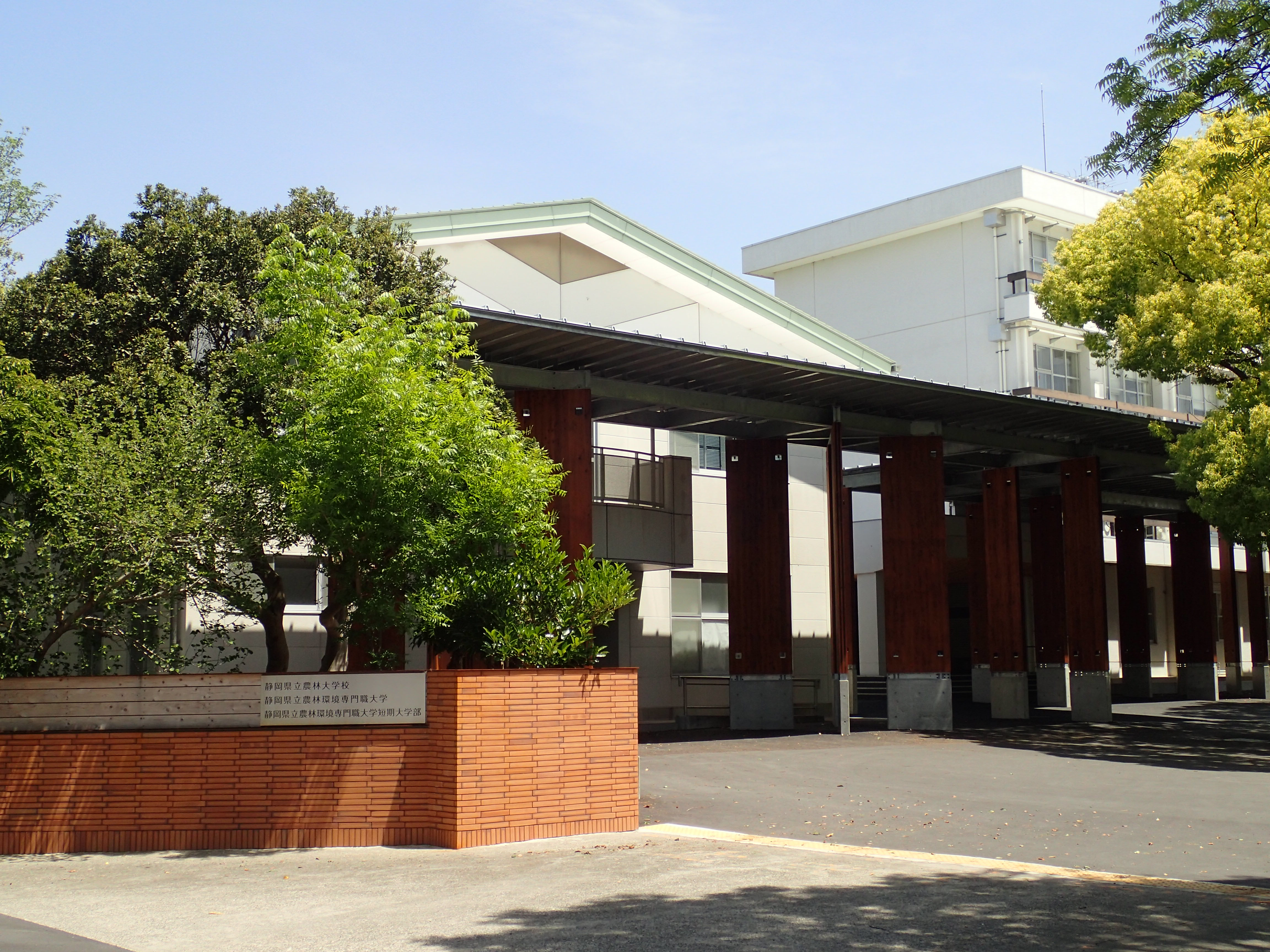
Haupteingang (2021)

Die Shizuoka Professional University of Agriculture (engl. für japanisch 静岡県立農林環境専門職大学 Shizuoka-kenritsu nōrin kankyō semmonshoku daigaku, wörtlich „Präfekturale Berufliche Universität für Land- und Forstwirtschaft und Umweltwissenschaften Shizuoka“, kurz: SPUA, Nickname: Agrifore (アグリフォーレ Agurifōre)) ist eine öffentliche (präfekturale) berufliche Universität in Iwata in der Präfektur Shizuoka (Japan).
Die Präfekturverwaltung Shizuoka begann 1900 die Ausbildungskurse der Landwirtschaftlichen Techniker an der Präfekturalen Landwirtschaftlichen Versuchsstation. 1974 wurden die präfekturalen landwirtschaftlichen Ausbildungsstätten in zwei Präfekturale Kurzhochschulen (Landwirtschaft und Forstwirtschaft) reorganisiert. 1980 wurden die Kurzhochschulen zu einer Kurzhochschule in Iwata zusammengelegt. 1999 wurde die Kurzhochschule in Präfekturale Hochschule für Land- und Forstwirtschaft Shizuoka (静岡県立農林大学校 Shizuoka-kenritsu nōrin daigakkō) reorganisiert. 2020 entwickelte sie sich zur 4-jährigen Shizuoka Professional University of Agriculture und zur 2-jährigen angegliederten Kurzuniversität Shizuoka Professional University Junior College of Agriculture (静岡県立農林環境専門職大学短期大学部, Shizuoka-kenritsu nōrin kankyō semmonshoku daigaku tanki daigaku-bu, kurz: SPJCA).

## Fakultäten
- Fakultät für Agrarproduktion und -management (jap. 生産環境経営学部, engl. Faculty of Agricultural Production and Management)
  - Studiengänge (2.–4. Jahre): Pflanzenanbau, Forstwirtschaft, und Tierhaltung
- Angegliederte Kurzuniversität
  - Abteilung für Wissenschaft der Agrarproduktion (生産科学科)